# Almanaque

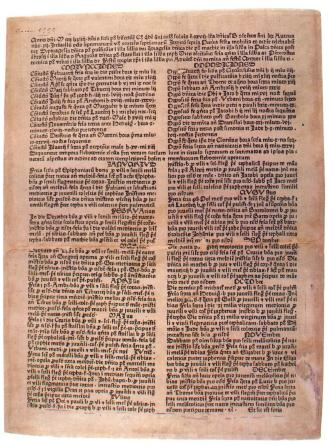
Calendarium cracoviense an 1474.

Almanaque (do árabe al-manākh) é uma publicação que originalmente tinha periodicidade anual e reunia um calendário com datas das principais efemérides astronómicas como os solstícios e as fases lunares. Atualmente os almanaques englobam outras informações com atualizações periódicas específicas a vários campos do conhecimento.

## Almanaques em Portugal
Segundo Correia e Guerreiro, o primeiro almanaque editado em Portugal data de 1496: Almanach Perpetuum de Abraão Zacuto, impresso em Leiria. Fornecia tábuas logarítmicas e outras indicações com respeito ao curso do sol para cada dia do ano. As informações eram para ser utilizadas em concordância com os instrumentos de medição astronómicos.
No século XIX, sobretudo na sua segunda metade, os Almanaques impuseram-se em quantidade, com incontestável importância, se bem que completamente distanciados do avanço científico e técnico. De acordo com os seus públicos, podem  ser um pequeno folheto, dirigido à população rural, e dos arredores das cidades, ou, então, aumentar o número de páginas, tornando-se num instrumento de divulgação de conhecimentos quer para um público geral, mais burguês e citadino, quer junto de algumas camadas sociais diferenciadas por ideários políticos, religiosos ou por outros interesses muito específicos.
Em Portugal surge, em 1899 , o Almanach Bertrand, muito popular no seu país e no Brasil, no início do século XX, sendo publicado até 1969. Em 1956 foi criado o Almanaque Português de Fotografia. Atualmente, o Almanaque Borda d'Água é o mais vendido em Portugal, tendo surgido em 1929.

## Almanaques no Brasil
No Brasil, o Lunario Perpetuo foi o livro mais lido no nordeste durante o período colonial, e um dos almanaques mais conhecidos é o Almanaque do Pensamento, editado desde 1912.

## Lista de almanaques por país de publicação
Brasil
- Almanaque Esportivo Olympicus (1928-1950) <Thomaz Mazzoni>
- Almanaque Vida Infantil (1952) <Lavínia Pinheiro>
- Almanaque Abril
- Almanaque do Agente Comunitário de Saúde
- Almanaque da Dengue
- Almanaque do Pensamento
- Almanaque Santo Antônio
- Almanaque Sadol (de livre distribuição em farmácias)
- Almanaque Bem-Te-Vi

Canadá
- Harrowsmith's Truly Canadian Almanac (1ª Edição, Setembro 2007)
- Canadian Almanac & Directory
- Canadian Global Almanac

Colombia
- Almanaque Bristol

Bélgica
- De Druivelaar

França
- Quid
- Almanaque de Gota

Alemanha
- Fischer Weltalmanach

Grécia
- Kazamias (Καζαμίας)

Índia
- Kalnirnay

Itália
- Almanaque Barbanera

Holanda
- Enkhuizer Almanak
- Deventer Almanak
- Nieropper Almanak

Portugal
- Almanaque Bertrand
- O Seringador T
- O Novo Seringador
- Almanaque do Camponez
- O Verdadeiro Almanaque Borda D'Água
- Almanaque de Lembranças Luso-Brasileiro

Espanha
- Calendario Zaragozano

Sri Lanka
- Sri Lanka Almanac

Reino Unido
- Astronomical Almanac
- Old Moore's Almanack
- Whitaker's Almanack
- Wisden Cricketers' Almanack
- Schott's Almanac

Estados Unidos da América
- Astronomical Almanac
- Poor Richard's Almanack
- The New York Times Almanac
- Old Farmer's Almanac
- TIME Almanac with Information Please
- World Almanac and Book of Facts
- Town & Country Farmer's Almanac
- Poor Will's Almanack
- The Farmer's Almanac
- Dudley Leavitt (publisher)